# Патрик, Джон Дуглас
Джон Дуглас Патрик (англ. John Douglas Patrick; 17 августа 1863[…], Хопуэлл, Пенсильвания — 19 января 1937, Канзас-Сити, Миссури) — американский художник.

## Биография
Джон Дуглас Патрик родился 17 августа 1863 года в городе Хопуэлл, Пенсильвания, в семье шотландских эмигрантов. В 1878 году вместе с семьёй он переехал на ферму в окрестностях города Ленекса в штате Канзас. Своё художественное образование Патрик начал в 1882 году в Школе изящных искусств Сент-Луиса, а в 1885 году уехал в Париж, где поступил в Академию Жюлиана. Преподаватели оценили его талант и некоторые картины художника были отобраны для престижной ежегодной выставки Парижский салон в 1886 и 1887 годах.
В следующем году он написал картину «Жестокость» — монументальное полотно, на котором изображён парижский рабочий, избивающий свою лошадь. Эта картина, являющаяся иллюстрацией актуальной в то время в Париже социальной проблемы жестокого обращения с лошадьми, получила широкое признание на Парижском салоне 1888 года и положила начало карьере Патрика. В 1889 году он выставлялся на Всемирной выставке в Париже, где «Жестокость» была удостоена специальной медали, что сделало Патрика одним из первых американцев, чья работа была подобным образом оценена французским художественным сообществом. В настоящее время картина «Жестокость» экспонируется в Художественном музее Нельсона-Аткинса в Канзас-Сити, штат Миссури.
Патрик вернулся в США в 1889 году и в течение трёх лет преподавал в Школе изящных искусств Сент-Луиса. В 1903 году он переехал в Канзас-Сити, штат Миссури, где получил должность в Художественном институте Канзас-Сити. В 1904 году его работы выставлялись на Всемирной выставке в Сент-Луисе. В течение последующих 32 лет Джон Дуглас Патрик был ведущим преподавателем живописи в институте, и занимал видную роль в местном художественном сообществе, работая также портретистом. Он умер 19 января 1937 года в Канзас-Сити, штат Миссури, в возрасте 73 лет, и был похоронен на семейном участке кладбища в Прери-Виллидже, штат Канзас.
Помимо «Жестокости», в Художественном музее Нельсона-Аткинса находятся ещё несколько картин Патрика, которые были подарены дочерями художника, Грейс Патрик Рэй и Хейзел Патрик Рикенбахер, в честь 75-летия музея в 2009 году. Также ряд работ находятся в Художественном музее Милдред Лейн Кемпер в Сент-Луисе, в Историческом музее округа Джонсон в Канзасе и в Художественном институте Канзас-Сити. Остальные картины художника остаются в частных коллекциях.